# Diplotaxis rex
Diplotaxis rex är en skalbaggsart som beskrevs av Patricia Vaurie 1958. Diplotaxis rex ingår i släktet Diplotaxis och familjen Melolonthidae. Inga underarter finns listade i Catalogue of Life.